# Inštitut za biokemijo Medicinske fakultete v Ljubljani
Inštitut za biokemijo je znanstveno-raziskovalni inštitut, ki deluje v okviru Medicinske fakultete Univerze v Ljubljani.
Trenutni vodja inštituta je prof. dr. Marko Goličnik.